# Залазнинское сельское поселение
Залазни́нское сельское поселение — муниципальное образование в составе Омутнинского района Кировской области России.
Столица — село Залазна.

## История
Залазнинское сельское поселение образовано 1 января 2006 года согласно Закону Кировской области от 07.12.2004 № 284-ЗО.

## Население
| 2010  | 2012  | 2013  | 2014  | 2015  | 2016  | 2017  |
| ----- | ----- | ----- | ----- | ----- | ----- | ----- |
| 1602  | ↘1509 | ↘1421 | ↘1344 | ↘1322 | ↘1285 | ↘1246 |
| 2018  | 2019  | 2020  | 2021  |       |       |       |
| ↘1194 | ↘1153 | ↘1101 | ↘1027 |       |       |       |

## Состав
В поселение входят 15 населённых пунктов (население, 2010):
| - село Залазна — 913 чел.; - деревня Аникинцы — 5 чел.; - посёлок Белорецк — 617 чел.; - деревня Большие Камерлята — 0 чел.; - деревня Вороны — 0 чел.; - деревня Ефимовцы — 1 чел.; - деревня Загарье — 42 чел.; - деревня Платоновцы — 5 чел.; | - деревня Ренёво — 3 чел.; - посёлок Северный — 2 чел.; - деревня Спиринцы — 0 чел.; - деревня Тимёнки — 0 чел.; - деревня Хробысты — 3 чел.; - деревня Шумайлово — 11 чел.; - деревня Шумайловцы — 0 чел. |